# اندیس بشگفت
بشگفت یک اندیس مصالح ساختمانی است که در حوالی شهر اوردیب استان اصفهان قرار دارد و مادهٔ معدنی موجود در آن، مرمریت است.